# Mr. Death : Grandeur et décadence de Fred A. Leuchter Jr.
Pour plus de détails, voir Fiche technique et Distribution.
Mr. Death : Grandeur et décadence de Fred A. Leuchter Jr. (Mr. Death: The Rise and Fall of Fred A. Leuchter, Jr.) est un film documentaire américain réalisé par Errol Morris, sorti en 1999.

## Synopsis
Ce documentaire traite de Fred A. Leuchter Jr. (en) qui a travaillé dans le domaine des techniques d'exécution, puis témoigné en faveur du négationniste Ernst Zündel lors de son procès en 1988, avant de voir ses qualifications et titres démentis et de perdre son emploi.

## Accueil
Selon les Cahiers du cinéma, « Errol Morris ne recule devant aucun effet (noir et blanc, décadrages, ralentis, reconstitutions sauvages...) pour dramatiser ce qui n'a pas besoin de l'être. Il lui suffit, pourtant, de laisser son « héros » se présenter lui-même face à la caméra pour avoir plus de cinéma qu'on ne peut l'espérer. Le véritable talent du réalisateur est sans doute là, dans la capacité à trouver et faire parler ces monstres ordinaires / génies méconnus qui faisaient déjà l'unique valeur de Fast, Cheap & Out of Control. Art du casting et de l'interview que vient en permanence gâcher ici la prétention artificieuse de la mise en scène. »

## Fiche technique
- Titre original : Mr. Death: The Rise and Fall of Fred A. Leuchter, Jr.
- Titre français : Mr. Death : Grandeur et décadence de Fred A. Leuchter Jr.
- Réalisation : Errol Morris
- Pays d'origine : États-Unis
- Format : Couleurs - 35 mm - 1,85:1 - Dolby Digital
- Genre : Documentaire, Biopic
- Durée : 91 minutes
- Date de sortie : 1999